# Музей витончених мистецтв (Гент)
Музей витончених мистецтв у Генті (нід. Museum voor Schone Kunsten, скорочено MSK) — художній музей в Бельгії. Розташований у східній частині Гентського парку «Цитадель». Музей засновано в 1798 році і є одним з найстаріших музеїв Бельгії. Відомий насамперед своєю колекцією живопису, яка охоплює період від Середньовіччя до початку XX століття. В музеї працює конференц-зал, бібліотека, дитяча майстерня та кафе.
Найвідоміші експонати музею:
- «Св. Ієронім за молитвою» Ієронімуса Босха
- «Несіння хреста» Ієронімуса Босха
- «Портрет Джованні Паоло Корнаро» Тінторетто (1561)
- «Портрет клептомана» Теодора Жеріко (1820)

## Галерея

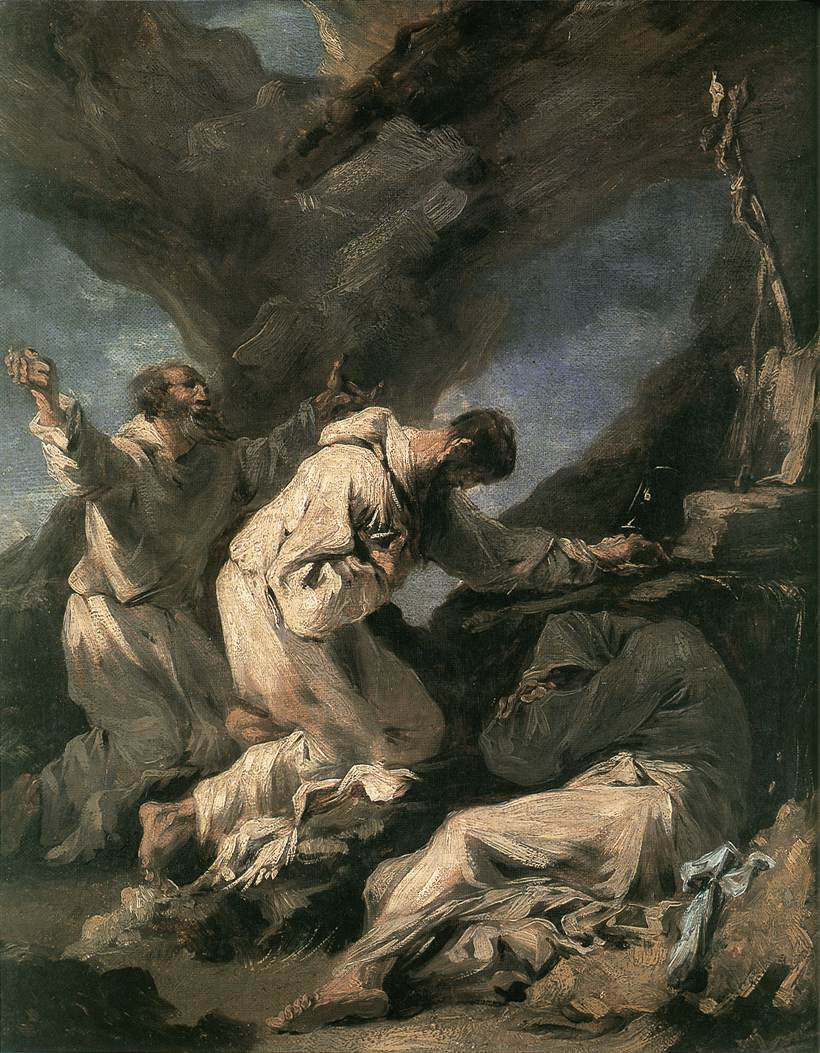
Алессандро Маньяско. «Молитва ченців», Музей витончених мистецтв (Гент)

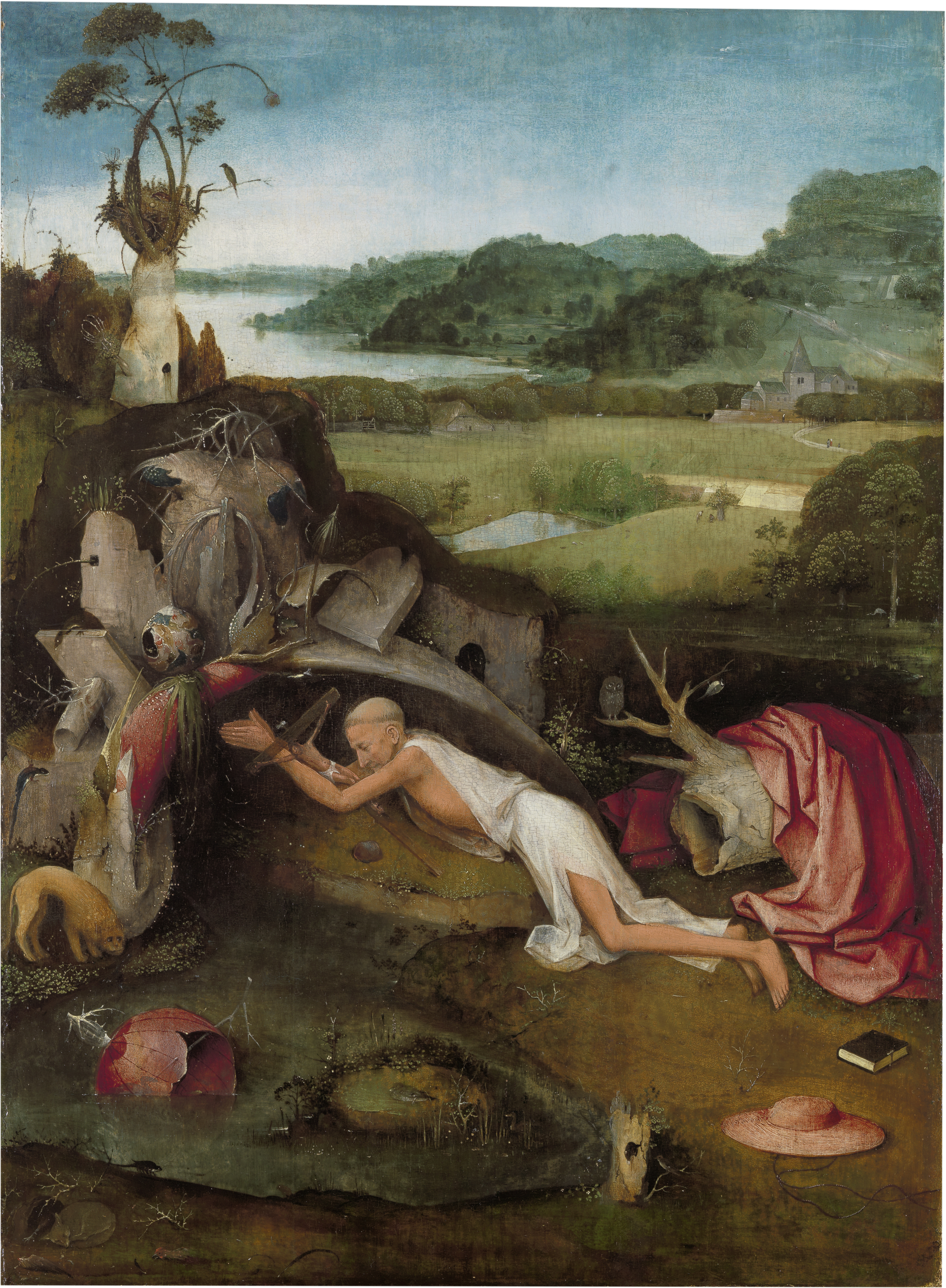
Ієронімус Босх. Св. Єроним за молитвою. бл. 1505.
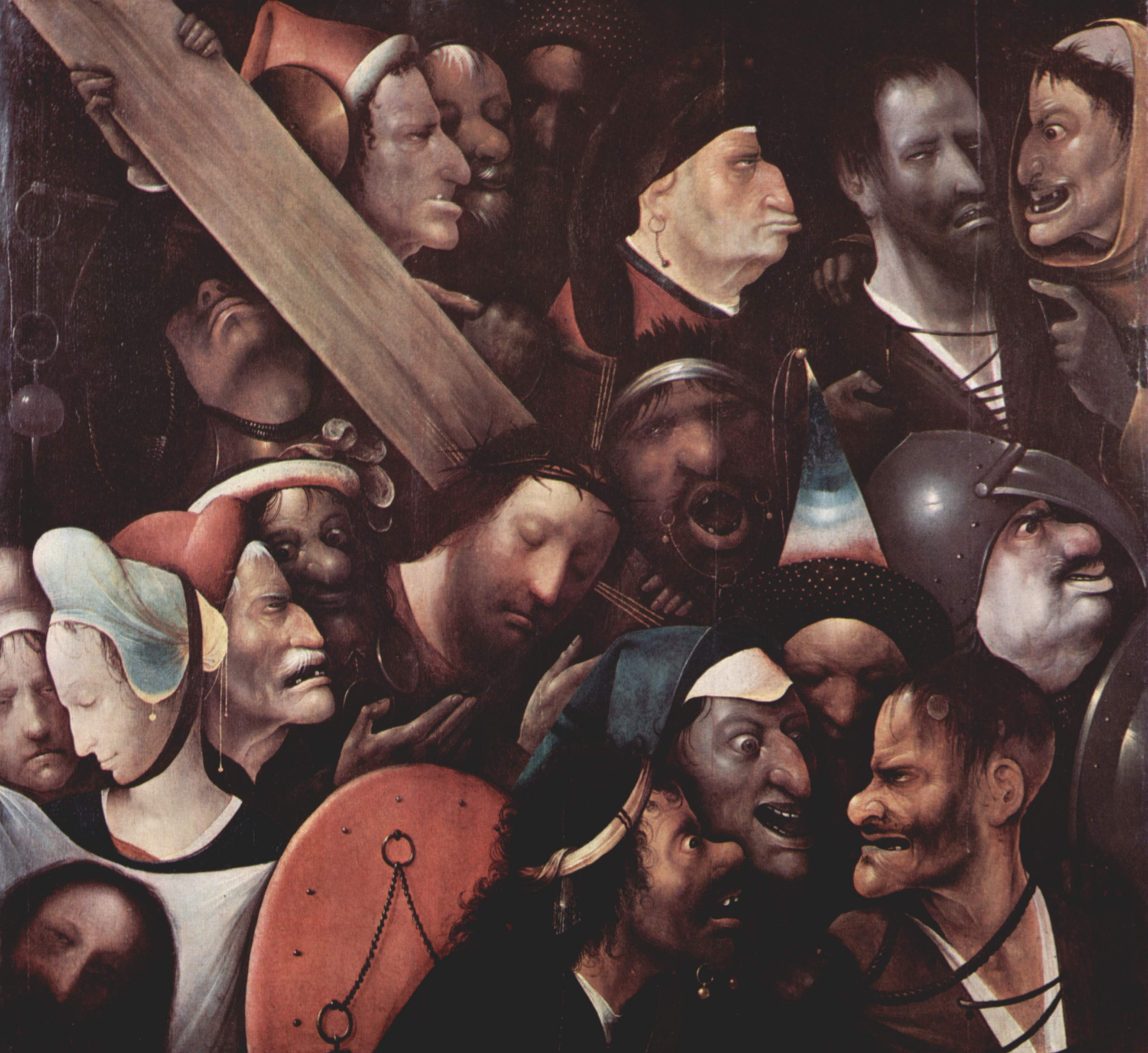
Ієронімус Босх. Несіння креста. 1490-1500.
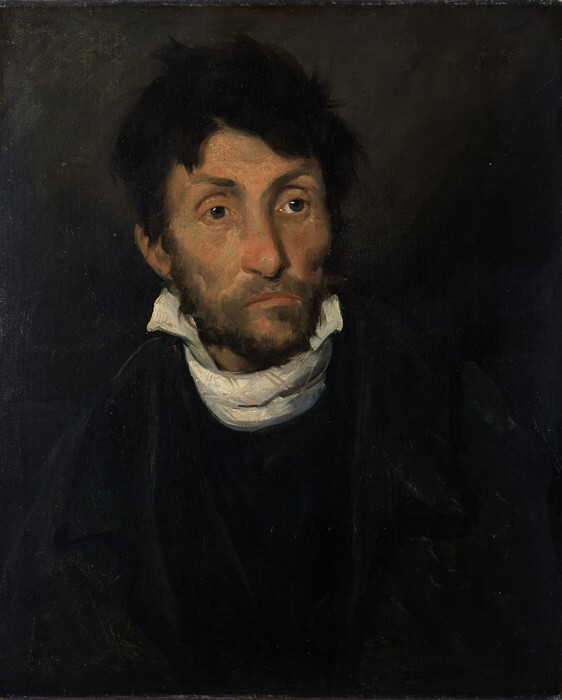
Теодор Жеріко. Портрет клептомана